# Die Walküre
Die Walküre (en alemany, La valquíria) és la segona de les quatre òperes del cicle titulat L'anell del nibelung (Der Ring des Nibelungen) de Richard Wagner. Va ser estrenada al Teatre de la Cort de Múnic el 26 de juny de 1870, amb August Kindermann com a Wotan, Heinrich Vogl com a Siegmund, Therese Vogl en el paper de Sieglinde i Sophie Stehle com a Brünnhilde. La famosa peça titulada La cavalcada de les valquíries forma part de La valquíria.
Wagner es va inspirar en la mitologia nòrdica i alemanya per escriure aquesta obra, específicament en la Saga dels descendents del rei Vǫlsungr.
El grup de les valquíries wagnerianes és un grup de nou germanastres, totes elles filles del déu Wotan i diferents amants, mortals i deesses. Quant a llurs noms, en Wàgner en uns casos va adoptar, adaptant-los a l'alemany, els noms d'algunes valquíries de la mitologia norrena medieval, en d'altres, emperò, els noms de les valquíries no remunten a cap model norrè medieval sinó que són encunyacions del propi Wagner. Aquestes valquíries, doncs, són valquíries creades pel Wagner mateix.

## Argument

### Acte I

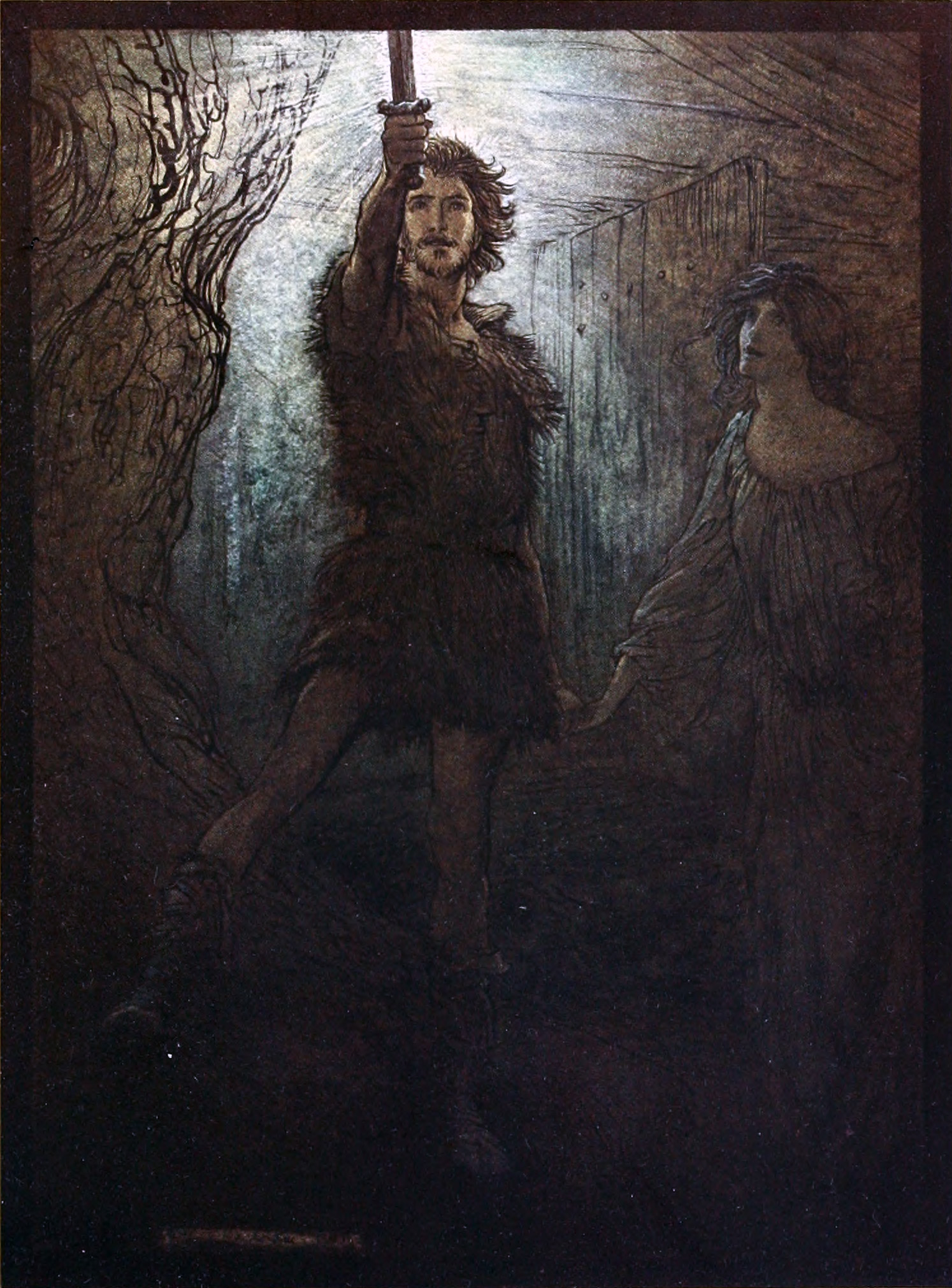
Siegmund arrenca l'espasa. Il·lustració d'Arthur Rackham

És important entendre que durant aquest acte, Wagner juga amb els noms i identitats dels personatges. La identitat de Wotan, Siegmund (nom que significa protector de la victòria o escut) i Sieglinde (el nom significa victòria plàcida) no es revela fins ben avançada l'òpera.
Durant una tempesta molt violenta, Siegmund busca refugi en la casa del guerrer Hunding. Hunding no es troba en la casa per la qual cosa Sieglinde, la malaurada esposa de Hunding, rep Siegmund. Siegmund conta a Sieglinde que està fugint d'uns enemics. Després beuen hidromel i Siegmund es prepara per a anar-se'n, revelant a Sieglinde que la mala fortuna el percaça. Sieglinde li prega que s'hi quede, dient-li que no pot portar mala fortuna a la casa on la mala sort ja hi habita.
Quan Hunding torna a casa s'ho pensa dues vegades abans d'oferir-li posada a Siegmund encara que per tradició es veu obligat a donar-la-hi. Sieglinde se sent cada vegada més fascinada per l'hoste i li demana que li conte la història de la seua vida. Siegmund comença a narrar que en un viatge a casa junt amb son pare va trobar sa mare morta i que la seua germana havia sigut segrestada. Després va viatjar amb son pare fins que ambdós van prendre diferents camins. Un dia Siegmund es va trobar amb una xiqueta que estava sent obligada a casar-se i va lluitar contra els parents de la xiqueta. Les armes de Siegmund van ser danyades i creient que la xiqueta havia mort va fugir, fins que ha trobat refugi en la casa de Hunding. Al principi, Siegmund no revela el seu nom i es fa anomenar Wehwalt (que pot ser traduït com ple d'afliccions).
Una vegada Siegmund acaba el seu relat, Hunding revela que ell és una de les persones que estava perseguint el guerrer. Hunding permet no obstant que encara que enemic seu, en siga hoste per una nit, però a l'alba caldrà que lluiten l'un contra l'altre. Hunding es retira, ignorant les preocupacions de Sieglinde. Siegmund lamenta la seua mala fortuna i recorda la promesa que son pare li havia fet: que trobaria una espasa quan més la necessitara. Sieglinde torna i revela que va posar una substància en la beguda de Hunding perquè s'adormira profundament i després revela que ella s'havia vist obligada a casar-se amb Hunding. Durant el banquet de bodes un home d'edat avançada havia aparegut i havia clavat una espasa en el tronc del fleix al voltant del qual està construïda la casa; ni Hunding ni els seus companys havien pogut traure l'espasa de l'arbre. Sieglinde revela la seua atracció per aquell heroi que poguera traure l'espasa i alliberar-la. Siegmund expressa el seu amor per Sieglinde i ella hi correspon i mentre ambdós comencen a revelar els seus sentiments, Sieglinde descobreix per què la veu i el físic de Siegmund li resulten tan pareguts. Siegmund revela que el nom de son pare era Wälse, Sieglinde li diu que el seu nom és Siegmund, no Wehwalt, i que l'ancià havia deixat una espasa per a ell. Siegmund allibera l'espasa amb gran força i Sieglinde revela el seu propi nom a més del fet que ella és la seua germana (bessona). Siegmund anomena l'espasa Nothung que significa "Necessitat" i després ell i Sieglinde fugen de la casa de Hunding.

### Acte II

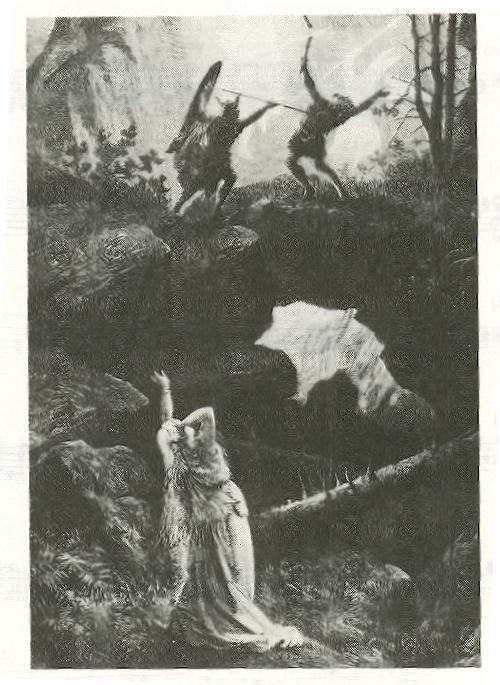
Hunding acaba amb Siegmund

Wotan es troba en una muntanya amb Brünnhilde (Brunilda), la seua filla valquíria. Wotan ordena que Brünnhilde protegisca Siegmund quan haja de lluitar contra Hunding. Fricka, esposa de Wotan i deessa del matrimoni, apareix i exigeix que Siegmund i Sieglinde siguen castigats per cometre adulteri i incest. Fricka sap que Wotan, disfressat com un mortal anomenat Wälse, és el pare de Siegmund i Sieglinde. Wotan argumenta que necessita un heroi que no tinga cap relació amb ell per a dur a terme els seus plans, però Fricka el contradiu dient que Siegmund no és més que un peó per a Wotan. Wotan es veu acorralat i promet que Siegmund morirà.
Fricka es retira i Brünnhilde es queda amb son pare, ara notablement desesperat. Wotan narra els seus problemes: Erda, la deessa de la terra, li havia fet una advertència al final de Des Rheingold i aquest l'havia seduïda per a poder esbrinar més sobre l'esmentada profecia. Brünhnhilde va nàixer d'aquesta unió. Wotan va criar Brünnhilde i altres vuit filles com les valquíries, guerreres encarregades de recollir les ànimes dels herois caiguts per a poder formar un exèrcit per a lluitar contra Alberich. L'exèrcit del Valhalla no reeixiria si Alberich arribara a apoderar-se novament de l'anell, el qual es troba en mans de Fafner. El gegant Fafner s'ha metamorfosat en un drac utilitzant el Tarnhelm i s'ha amagat dins d'una caverna al bosc, amb el tresor dels nibelungs. Wotan no pot robar-li l'anell a Fafner perquè li'l va donar sota promesa. Per tant, necessita un heroi que derrote Fafner en nom seu. No obstant això, just com va dir Fricka, Wotan està creant esclaus que puguen assolir els seus propis desitjos. A mala gana, Wotan ordena a Brünnhilde que ajudi Hunding en el combat per tal que mori el seu amat fill, Siegmund.
Siegmund i Sieglinde es troben en un camí que passa entre una muntanya quan Sieglinde es desmaia per cansament i remordiment. Brünnhilde s'apareix a Siegmund i li revela el destí que li espera. Siegmund refusa de seguir la valquíria al Valhalla si Sieglinde no podrà anar amb ell. Brünnhilde queda impressionada pel valor de Siegmund i decideix protegir-lo, desobeint les ordres de Wotan.
Hunding apareix i ataca Siegmund. La protecció de Brünnhilde dona un poder extraordinari a Siegmund, la qual cosa li permet dominar Hunding, però Wotan s'hi presenta i destrueix l'espasa Nothung amb la seua llança. Siegmund es troba desarmat i Hunding acaba amb la vida del guerrer. Brünnhilde fuig, però emportant-se Sieglinde i aplegant els fragments de Nothung. Wotan veu amb gran tristesa el cos del seu fill i després mata Hunding d'un llamp per a, finalment, perseguir Brünnhilde.

### Acte III

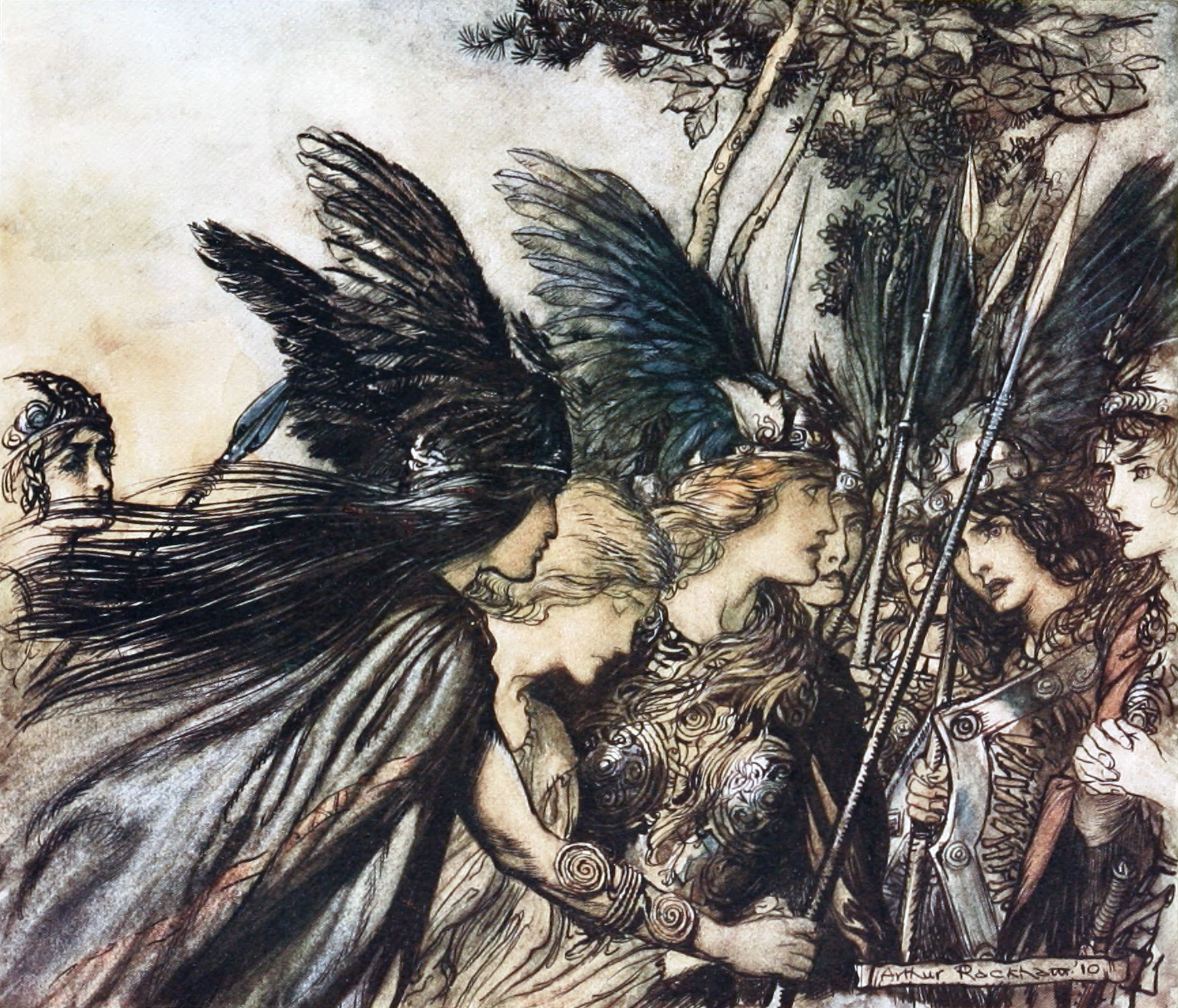
Brünnhilde demana a les seves germanes que l'ajudin a protegir Sieglinde. Il·lustració d'Arthur Rackham

Les altres valquíries es reuneixen en la base de la muntanya, transportant herois morts cap al Walhalla. Les valquíries se sorprenen quan Brünnhilde apareix amb una dona que encara és viva. Brünnhilde demana ajuda, però les seues germanes no gosen desafiar les ordres de Wotan. Brünnhilde decideix distreure Wotan mentre Sieglinde fuig, també revela que Sieglinde ha quedat embarassada de Siegmund i anomena el seu fill Siegfried (que significa alegria en la victòria o pau en la victòria).
Wotan apareix furiós amb intenció de castigar la desobediència de Brünnhilde: la seua filla deixarà de ser una valquíria i es veurà desposseïda de la seua immortalitat. A més a més, la condemna que dorma prop de la muntanya i siga presa fàcil per a qualsevol home que passe per allà. Les altres valquíries temen pels llurs propis destins i fugen. Brünnhilde demana misericòrdia i li recorda el valor de Siegmund i la seua decisió de protegir-lo i que això era el que Wotan realment desitjava. Wotan li concedeix d'ésser rodejada d'un foc màgic que la protegirà de tots menys del guerrer més valent (que, segons se li revela al públic, ambdós saben serà Siegfried). Wotan col·loca Brünnhilde sobre una roca i la sotmet a un estat profund de son. Wotan invoca Loge, déu del foc, perquè encenga la flama que protegirà Brünnhilde. Desposseït de dos dels seus fills, Wotan es retira amb una gran tristesa.